# Лаво (Об)
Лаво́ (фр. Lavau) — коммуна во Франции, находится в регионе Шампань — Арденны. Департамент — Об. Входит в состав кантона Труа-2. Округ коммуны — Труа.
Код INSEE коммуны — 10191.
Коммуна расположена приблизительно в 145 км к юго-востоку от Парижа, в 75 км южнее Шалон-ан-Шампани, в 4 км к северу от Труа. Стоит на реке Барс.

## Население
Население коммуны на 2008 год составляло 799 человек.
| 1962 | 1968 | 1975 | 1982 | 1990 | 1999 | 2008 |
| ---- | ---- | ---- | ---- | ---- | ---- | ---- |
| 248  | 313  | 445  | 574  | 485  | 472  | 799  |

## Администрация
| Период | Период | Фамилия      | Партия | Примечания |
| ------ | ------ | ------------ | ------ | ---------- |
| 2001   | 2008   | Жак Руссо    |        |            |
| 2008   |        | Жак Гашовски |        |            |

## Экономика

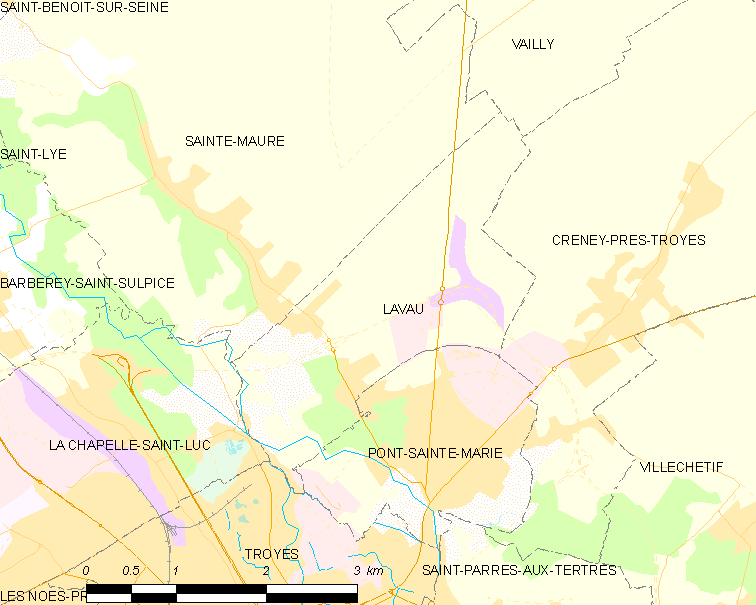
Карта коммуны

В 2007 году среди 476 человек в трудоспособном возрасте (15—64 лет) 344 были экономически активными, 132 — неактивными (показатель активности — 72,3 %, в 1999 году было 72,3 %). Из 344 активных работали 319 человек (178 мужчин и 141 женщина), безработных было 25 (12 мужчин и 13 женщин). Среди 132 неактивных 43 человека были учениками или студентами, 53 — пенсионерами, 36 были неактивными по другим причинам.